# Little Wound

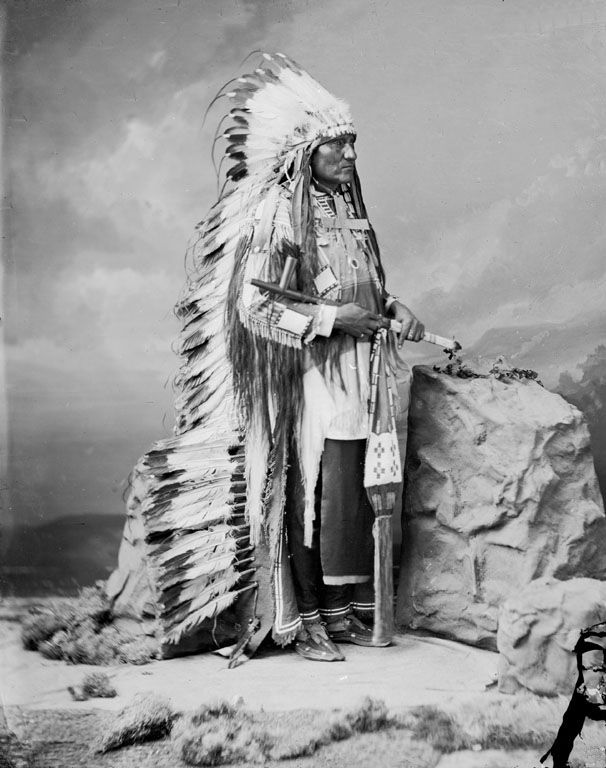
Little Wound, 1877

Little Wound (englisch, deutsch: Kleine Wunde; Lakota: Tȟaópi Čík’ala - Kleine Wunde; * ca. 1835; † Winter 1899) war ein Häuptling der Oglala-Lakota. Nach dem Tod seines Bruders Bull Bear II im Jahr 1865 wurde er Anführer des Kuinyan-Zweigs der Kiyuksa-Bande (Bear-Volk).

## Familie
Sein Vater Chief Old Bull Bear, der Häuptling der Eastern Oglala (Kiyaksa) zwischen 1834 und 1841, wurde von Red Cloud im Jahre 1841 in der Nähe von Chugwater, Wyoming getötet. Little Wounds Großvater war Stone Chief, und sein Sohn war George Little Wound. Old Chief Smoke (* 1774; † 1864) nahm Little Wounds jüngeren Bruder Young Bull Bear (III) zu sich und zog ihn im Smoke-Haushalt eine Weile auf, nachdem dessen Vater Old Bull Bear 1841 getötet wurde.

## Kriegszeiten
Little Wound war bei der Schlacht am Massacre Canyon am 5. August 1873 in Hitchcock County, Nebraska, anwesend. Es war eine der letzten Schlachten zwischen den Pawnee und den Sioux und die letzte große Schlacht zwischen indianischen Stämmen auf dem Gebiet der heutigen Vereinigten Staaten von Amerika.

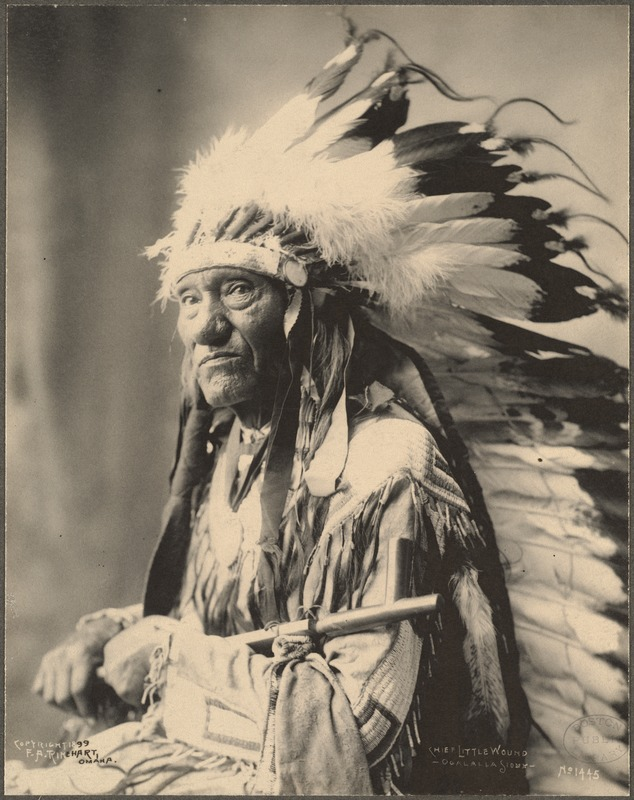
Little Wound, 1899

Bei einer Neuorganisation der Indianer-Scouts in der Red Cloud Agency im Jahr 1877 bildeten die Oglala die Mehrheit der Kompanie B, zu deren Anführer Little Wound als erster Sergeant befördert wurde. Die Häuptlinge Red Cloud, Young Man Afraid of His Horses, Yellow Bear und American Horse dienten ihm als Sergeants. Dadurch wurde er zum politischen Gegner von Crazy Horse und Red Cloud in der Red Cloud Agency und der Camp-Robinson-Agentur, und er gehörte nicht zu denen, die Crazy Horse noch im selben Herbst für eine Reise nach Washington zu wählen versuchte. Schließlich schloss er sich der Delegation nach Washington an, wo das Foto oben rechts aufgenommen wurde.

## Bildung
Little Wound School wurde nach ihm benannt.